# Tibialis-posterior-Dysfunktion
Die Tibialis-posterior-Dysfunktion ist eine schwere Erkrankung der Sehne des Musculus tibialis posterior in der Unterschenkel-Fuß-Region. Mit fortschreitender Schädigung der Tibialis-posterior-Sehne wird eine zunehmende Funktionsstörung hervorgerufen. Im weiteren Krankheitsverlauf führt dies, in den meisten Fällen, zu einer Planovalgus-Deformierung (Plattfuß).

## Ursachen
Ätiologisch ist die Dysfunktion noch nicht vollständig geklärt. Klar ist indes, dass die Schäden an der Tibialis-posterior-Sehne nahezu ausschließlich einen degenerativen Hintergrund haben und bei Frauen dreimal häufiger auftreten als bei Männern. Begünstigend auf die Erkrankung wirken Übergewicht sowie Hypertonie.

## Diagnostik
Neben dem klinischen Befund können zur Diagnostik Sonographie und Magnetresonanztomographie eingesetzt werden, um den Zustand der Sehne und eventuelle Risse oder degenerative Veränderungen zu dokumentieren. Der Schweregrad der Fuß-Fehlstellung kann auch über Röntgen-Aufnahmen dokumentiert werden. Die funktionelle Störung kann mithilfe von Muskelkraft-Testung und klinischen Funktionstests ermittelt werden. Andere Diagnostikansätze beziehen die Pedobarographie zur Analyse des Gangbilds mit ein.
Eine häufig verwendete Stadieneinteilung ist die nach Johnson & Strom (1989) mit drei Phasen.

## Konservative Behandlung
Trotz des progredienten Verlaufs der Krankheit ist zunächst eine konservative Behandlung zumeist der angemessene Ansatz. Basis einer konservativen Behandlung ist die Schonung des Fußes, Belastungen sollten nur erfolgen, falls diese schmerzfrei sind. In weiteren Schritten werden in der Regel physiotherapeutische Maßnahmen und systemische antiphlogistische Therapie empfohlen. Das passive Unterstützen der Fußlängswölbung mittels Einlagen ist ebenfalls sinnvoll, die insbesondere die Ferse abfedern.

## Operative Behandlung
Zwischen den drei Stadien nach Johnson & Strom 1989 werden unterschiedliche operative Maßnahmen getroffen. In Stadium I wird zunächst mit einem Hautschnitt eine chirurgische Exploration durchgeführt und entzündetes Gewebe entfernt. Des Weiteren wird mittels Tenotomie innerhalb der Sehne totes Gewebe herausgeschnitten. In Stadium II wird, sofern der Krankheitsverlauf es zulässt, ein Sehnentransfer vollzogen. Hierbei werden gesunde Sehnen zur Rekonstruktion kranker Sehnen herangezogen. Für fortgeschrittene Fälle im Stadium II und im Stadium III sind knöcherne Eingriffe, in Form von Osteotomien, zusätzlich erforderlich. In besonders gravierenden Fällen wird eine Arthrodese zur Verbesserung des Zustands durchgeführt.